# Lobera

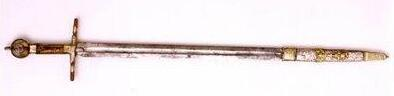
Meč Lobera

Meč Lobera (španěl. la espada lobera) je symbol moci používaný španělským králem Ferdinandem III. Kastilským, přičemž tento král bývá místo tradičního žezla, zobrazován s královským jablkem a mečem v ruce.

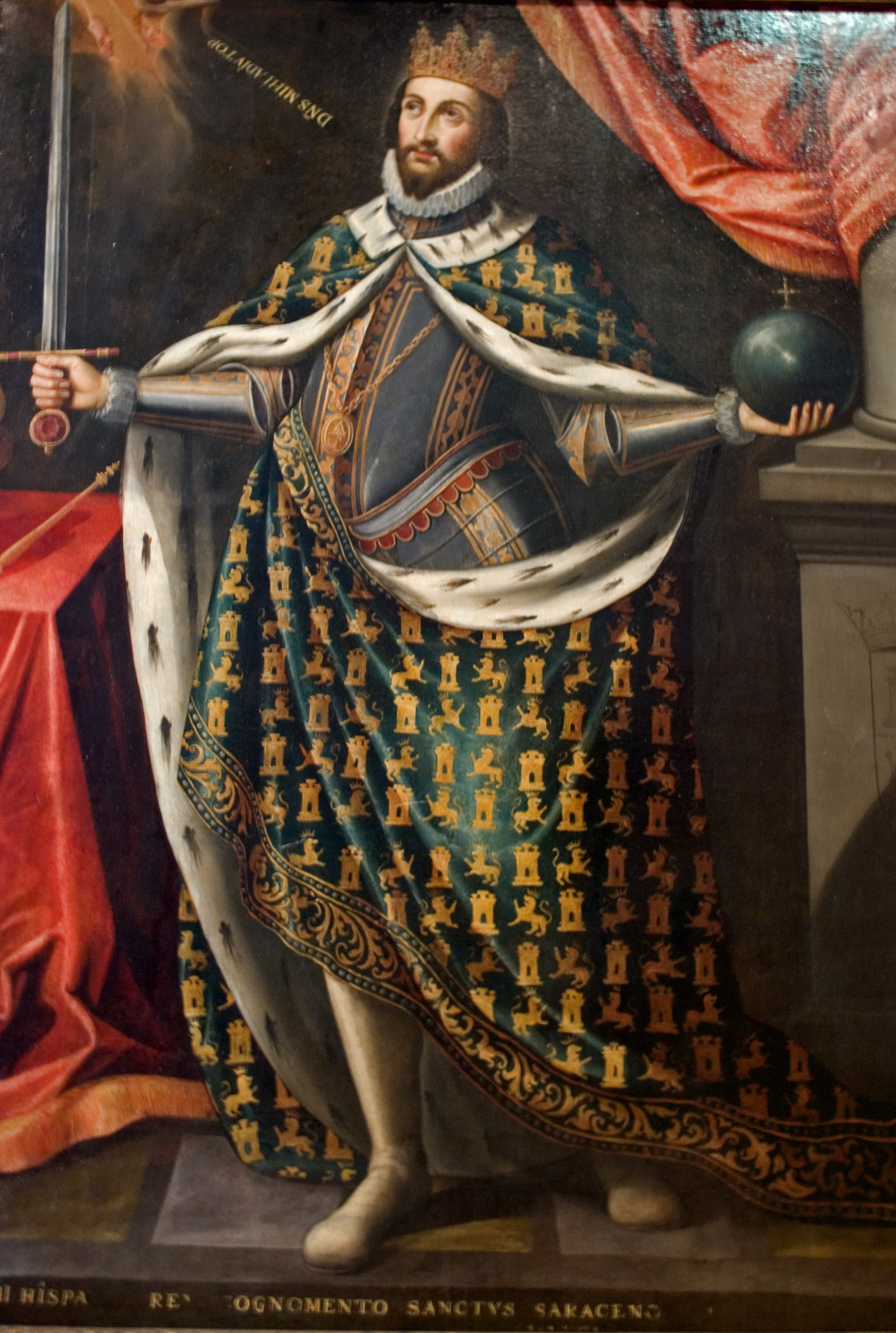
Král Ferdinand III. Kastilský s mečem Lobera.

## Historie
Na smrtelné posteli král španělský území Kastilie a Leonu Ferdinand III. (1199–1252) praví svému nejmladšímu synovi Juanu Manuelovi (1234–1283): „Nemohu ti zanech žádné dědictví, věnuji ti však svůj meč Lobera jehož význam je veliký a skrze nějž mi Bůh dopřál mnoho dobrého.“
Lobera (překládá se jako „Vlkobijec“) s 80cm dlouhou čepelí a stříbrnými ornamenty se vyznamená v četných Ferdinandových střetech s Maury, díky jimž si král od papeže Inocence IV. asi (1195–1254) vysloužil označení „nepřemožitelný bojovník Ježíše Krista“. V současnosti je meč uložen coby relikvie v katedrále Panny Marie ve španělské Seville.